# 亞裔美國人
亞裔美國人（Asian American），在当地簡稱亞裔，指的是具有亞洲血統的美國公民。依照現行美國人口普查局對種族與民族統計資料定義中，起緣於東亞（遠東）、中亞、南亞（印度次大陸）、及東南亞的民眾都被介定為亞裔族群，注意定義中的亞裔起緣不含部份西亞地區。亞裔美國人下主要之分支族裔包含華裔美國人、印度裔美國人、菲律賓裔美國人、越南裔美國人、韓裔美國人、日裔美國人、臺灣裔美國人等族群。
在早期的人種研究，亞裔泛指血緣來自於亞洲，但不包括基因和外觀跟蒙古人種等相似的美洲原住民和愛斯基摩人，而對於南亞的移民是否属于亞裔有爭議，因為他們不想自己被誤會是佛教徒或黃種人。根據牛津辭典，「亞洲人」這個辭彙在美國通常指代來自遠東的人。湯瑪斯·F·凱什在《身体图鉴》中将亚裔定义为指據有東亞（包含越南）血統或任何有內眥贅皮特征的人。然而這樣的說法已不附合近來美國政府的定義，目前在美國常常會將來自東亞、南亞、東南亞不管有無內眥贅皮特征的人都認作为亞洲人。
以往，人們大多以「東方人」（Oriental）稱呼亞裔美人。然而1960年代起，開始有人反對這樣的稱呼，認為其帶有貶義。但直到1970年代時學術界開始使用「亞裔美人」（Asian American）做為替代的正式稱呼。其中最著名的例子即為歷史學家市岡裕次（Yuji Ichioka），人們多將此一名稱的轉變歸功於他的推廣上。今日，「亞裔美人」這個名詞已廣為接受，多數的正式場合包括政府或學術機構都使用此名詞。在一般場合中，我們也常將其只省略成「亞裔」（Asian）。
不像其他族群在很久以前就有許多相關的名稱出現，人們稱呼亞裔美人的方式其轉變也與其他族群一樣顯著。最明顯的改變是在1965年當新的移民法「1965年移民法」通過後，廢除了原為了限制亞洲移民而設立的各國移民輸出限制 ，而改成以家庭因素、及專業技術為考量的新移民政策。這樣的決定大大提升了來自亞洲各國的移民數量，使亞裔美人的人口數有顯著的增長。由於人數的增加，大眾對亞裔美人有了更多的認識，定義範圍也不如以往的侷限。來自亞洲的新移民在教育、經濟及其他多個面向上也與廿世紀的上輩移民有明顯不同，開始在美國從事不同的工作、居住於不同的環境中。
總體來說，亞裔美人在美國所有族群中擁有最低的貧窮比率、最高的高等教育接受率、家戶所得及個人所得的中位数最高。

## 人口

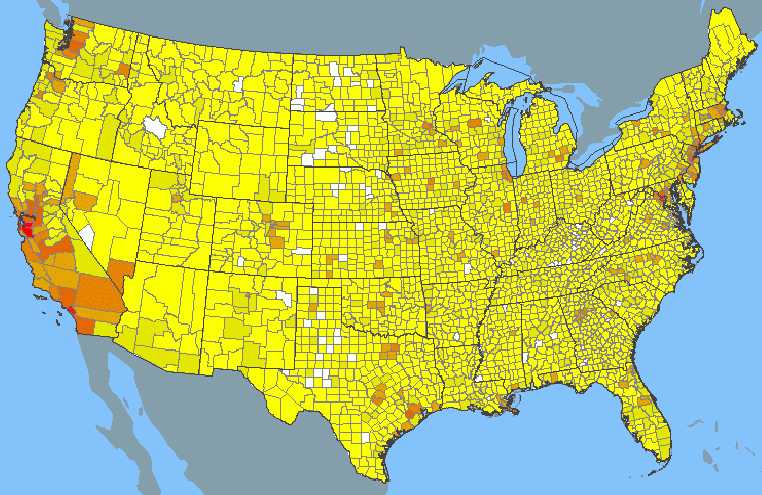
2000亚裔美国人密度（红色）

| 都會區                                                 | 都會區人口 | 亞裔百分比（%） |
| ------------------------------------------------------ | ---------- | --------------- |
| 檀香山都會區／歐胡島，夏威夷州（Honolulu, Hawaii MSA） | 876,156    | 46.0            |
| 舊金山灣區，加州                                       | 7,039,362  | 19.9            |
| 薩克拉門托，加州（Sacramento）                         | 1,796,857  | 13.1            |
| 大洛杉磯都會區，加州                                   | 16,373,645 | 11.9            |
| 聖地牙哥都會區，加州（San Diego, California MSA）      | 2,813,833  | 10.1            |
| 紐約都會區，紐約州和新泽西州                           | 21,199,865 | 9.9             |
| 西雅圖都會區，華盛頓州                                 | 3,554,760  | 9.8             |
| 拉斯維加斯都會區，內華達州                             | 1,863,282  | 6.9             |
| 華盛頓哥倫比亞特區─巴爾的摩，馬里蘭州                  | 7,608,070  | 5.3             |
| 大休士頓都會區，德克薩斯州                             | 5,543,936  | 5.2             |
| 芝加哥，伊利諾州                                       | 9,098,316  | 4.3             |
| 達拉斯─沃思堡都會區，德克薩斯州                        | 5,487,956  | 3.6             |

| 城市                                     | 亞裔美人或混血人口百分比（%） | 純亞裔美人人口百分比（%） |
| ---------------------------------------- | ----------------------------- | ------------------------- |
| 檀香山，夏威夷州（Honolulu）             | 67.7                          | 55.9                      |
| 戴利城，加州（Daly City）                | 53.6                          | 50.7                      |
| 費利蒙，加州（Fremont）                  | 39.8                          | 37                        |
| 森尼韋爾，加州（Sunnyvale）              | 34.2                          | 32.3                      |
| 舊金山，加州（San Francisco）            | 32.6                          | 30.8                      |
| 爾灣市，加州（Irvine）                   | 32.3                          | 29.8                      |
| 園林市／加登格羅夫，加州（Garden Grove） | 32.2                          | 30.9                      |
| 聖克拉拉，加州（Santa Clara）            | 31.4                          | 29.3                      |
| 托倫斯，加州（Torrance）                 | 31.1                          | 28.6                      |
| 圣何塞，加州（San Jose）                 | 28.8                          | 26.9                      |

| 分類     | 人口數    | 百分比(%) |
| -------- | --------- | --------- |
| 印度裔   | 4,534,339 | 1.5       |
| 華裔     | 4,258,198 | 1.4       |
| 菲律賓裔 | 2,969,978 | 0.9       |
| 越南裔   | 1,887,550 | 0.7       |
| 韓裔     | 1,501,587 | 0.6       |
| 日裔     | 717,413   | 0.2       |
| 台灣裔   | 263,772   | 0.1       |
| 其他亞裔 | 2,192,151 | 0.8       |

## 移民潮
菲律宾人在19世纪即1898年成为美国下属领地的人民。
自1880年代夏威夷并入美国以来，就生活有大量的亚裔，并且他们全部同时也获得美国国籍。美国最高法院解释14条法案在美国诉黄金德案中，宣布所有在美国出生的人无论其祖先或父母是否出生于美国，都将自动成为美国公民。

## 階層狀況
从1970年到2016年，亚裔美国人的收入不平等水平几乎翻了一番，取代非裔美国人，成为美国现在经济状况差距最大的族群。纽约的亚裔是最贫穷的移民群体。美国亚裔联合会（Asian American Federation）的数据显示，在大约15年的时间里，生活在贫困中的亚裔人口增加了44%，从2000年的17万人增至2016年的逾24.5万人。虽然富裕的亚裔已成为美国收入最高的群体，但贫困亚裔的收入水平基本上没有增长

## 對各國觀感
| 比例     | 全體亞裔 | 日本裔 | 韓裔 | 台灣裔 | 菲律賓裔 | 越南裔 | 印度裔 | 華裔 |
| -------- | -------- | ------ | ---- | ------ | -------- | ------ | ------ | ---- |
| 美國     | 78       | 79     | 78   | 76     | 76       | 84     | 86     | 72   |
| 日本     | 68       | 92     | 36   | 87     | 79       | 77     | 70     | 63   |
| 南韓     | 62       | 53     | 86   | 66     | 69       | 64     | 60     | 55   |
| 台灣     | 56       | 64     | 52   | 95     | 56       | 62     | 52     | 62   |
| 菲律賓   | 37       | 38     | 29   | 21     | 72       | 34     | 34     | 20   |
| 越南     | 37       | 37     | 29   | 29     | 44       | 59     | 37     | 28   |
| 印度     | 33       | 24     | 17   | 17     | 31       | 25     | 76     | 17   |
| 中国大陸 | 20       | 14     | 8    | 2      | 19       | 11     | 10     | 41   |

2023年皮尤調查顯示，大多數亞裔美國人對其祖國懷有好感；但華裔美國人除外。亞裔美國人有約四分之三對美國懷有好感，只有五分之一對中國大陸懷有好感。華裔、越南裔成年人是調查中唯二相較其祖國更喜愛亞洲他國的族裔。華裔成年人對日本、台灣、南韓的喜愛勝於中國大陸；越南裔成年人對日本的喜愛勝於越南。

## 分类
依照美國人口調查局自2020年人口普查起所使用的種族與民族統計資料分類，「亞裔美國人」（Asian American）包含以下類別。
| - 東亞裔美國人（East Asian） - 华裔美国人（Chinese） - 客家裔美國人（Hakka） - 漢族裔美國人（Han） - 香港裔美國人（Hong Kong） - 澳門裔美國人（Macanese） - 藏裔美國人（Tibetan） - 日本裔美國人（Japanese） - 琉球裔美國人（Okinawan） - 硫磺島裔美國人（Iwo Jiman） - 韓裔美國人（Korean） - 蒙古裔美國人（Mongolian） - 臺灣裔美國人（Taiwanese） - 苗族／赫蒙裔美國人（Hmong） - 中亞裔美國人（Central Asian） - 哈薩克裔美國人（Kazakh） - 吉爾吉斯裔美國人（Kyrgyz） - 塔吉克裔美國人（Tajik） - 土庫曼裔美國人（Turkmen） - 烏茲別克裔美國人（Uzbek） - 阿富汗裔美國人（Afghan） - 南亞裔美國人（South Asian） - 印度裔美國人（Asian Indian） - 印度孟加拉裔美國人（Bengali） - 旁遮普裔美國人（Punjabi） - 孟加拉裔美國人（Bangladeshi） - 不丹裔美國人（Bhutanese） - 馬爾地夫裔美國人（Maldivian） - 尼泊爾裔美國人（Nepalese） - 巴基斯坦裔美國人（Pakistani） - 錫克裔美國人（Sikh） - 信德裔美國人（Sindhi） - 斯里蘭卡裔美國人（Sri Lankan） | - 東南亞裔美國人（Southeast Asian） - 汶萊裔美國人（Bruneian） - 緬甸裔美國人（Burmese） - 柬埔寨裔美國人（Cambodian） - 菲律賓裔美國人（Filipino） - 印尼裔美國人（Indonesian） - 佬族／寮國裔美國人（Laotian） - 馬來西亞裔美國人（Malaysian） - 瑶族／勉裔美國人（Mien） - 新加坡裔美國人（Singaporean） - 泰裔美國人（Thai） - 越南裔美國人（Vietnamese） - 蒙塔尼亞裔美國人（Montagnard） - 占族裔美國人（Cham） - 其他亞裔美國人（Other Asian） - 布里亞特裔美國人（Buryat） - 泛印度裔美國人（Indo） - 印度支那裔美國人（Indo–Chinese） - 卡爾梅克裔美國人（Kalmyk） - 欽族／庫基裔美國人（Kuki） - 拉祜裔美國人（Lahu） - 馬來裔美國人（Malay） - 米佐裔美國人（Mizo） - 普什圖裔美國人（Pashtun） - 傣担裔美國人（Tai Dam） - 烏爾都裔美國人（Urdu） - 帝汶裔美國人（Timorese） - 不在其他分類中（Not Elsewhere Classified） |

依照現行美國種族與民族統計資料分類，來自地理上的西亞地區之族裔，大部份歸入「中東與北非裔」（Middle Eastern or North African），如阿拉伯裔美國人、伊朗裔美國人；另外少部份則歸入「白人」（White），如土耳其裔美國人、亞美尼亞裔美國人。